# Bonadoumbé
Bonadoumbé est un quartier, de la commune d'arrondissement de Douala I, subdivision de la communauté urbaine de Douala.

## Géographie
Le quartier est situé au sud de la commune d'arrondissement de Douala I, il s'étend de la rue Njo-Njo à l'axe lourd Douala-Edéa, de la rue Dominique Savio au nord-ouest à l'avenue de l'Indépendance au sud-est.  

## Histoire
Bonadoumbé est l'un des douze foyers du canton Bell.

## Éducation

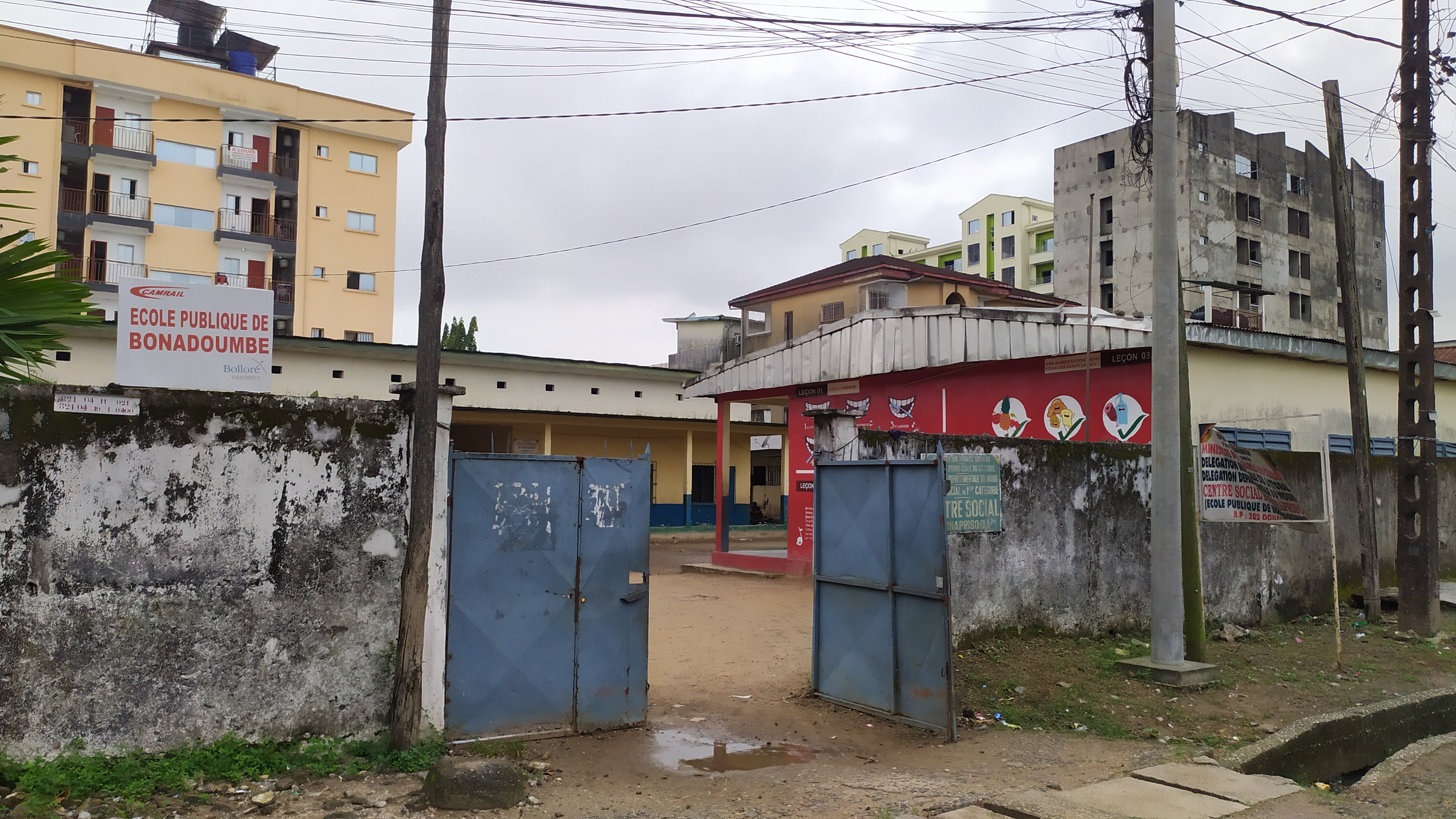
Ecole publique de Bonadoumbe

L'enseignement est assuré par les établissements :
- École publique de Bonadoumbé
- École primaire Dominique Savio
- Lycée technique de Bonadoumbé
- Lycée français Dominique Savio

## Cultes
La paroisse catholique Saint Dominique Savio fondée en 1964 est rattachée à la doyennée Wouri I de l'Archidiocèse de Douala.